# Giosafat Barbaro
Giosafat Barbaro (* 1413 in Venedig; † 1494 Venedig) war ein venezianischer Kaufmann und Reisender aus der Barbaro-Familie.

## Leben
1436 brach Barbaro zu den Hafenstädten am Schwarzen Meer auf und besuchte danach Russland, Georgien und den Kaukasus. Als er 1451 nach Venedig zurückkehrte, übernahm er mehrere Ämter der Republik und wurde 1473 als Gesandter zu Uzun Hasan, dem Schah von Persien gesandt, um mit diesem ein Bündnis gegen die osmanischen Türken zu schließen. Nach einer langen Reise durch Persien, bei der er dessen Bräuche und Sprachen kennenlernte, kehrte er 1477 wieder zurück.
Barbaro hinterließ ein Manuskript mit einem Reisebericht, der 1543 unter dem Titel Viaggi fatti de Venetia veröffentlicht wurde.